# Meishan-Schwein

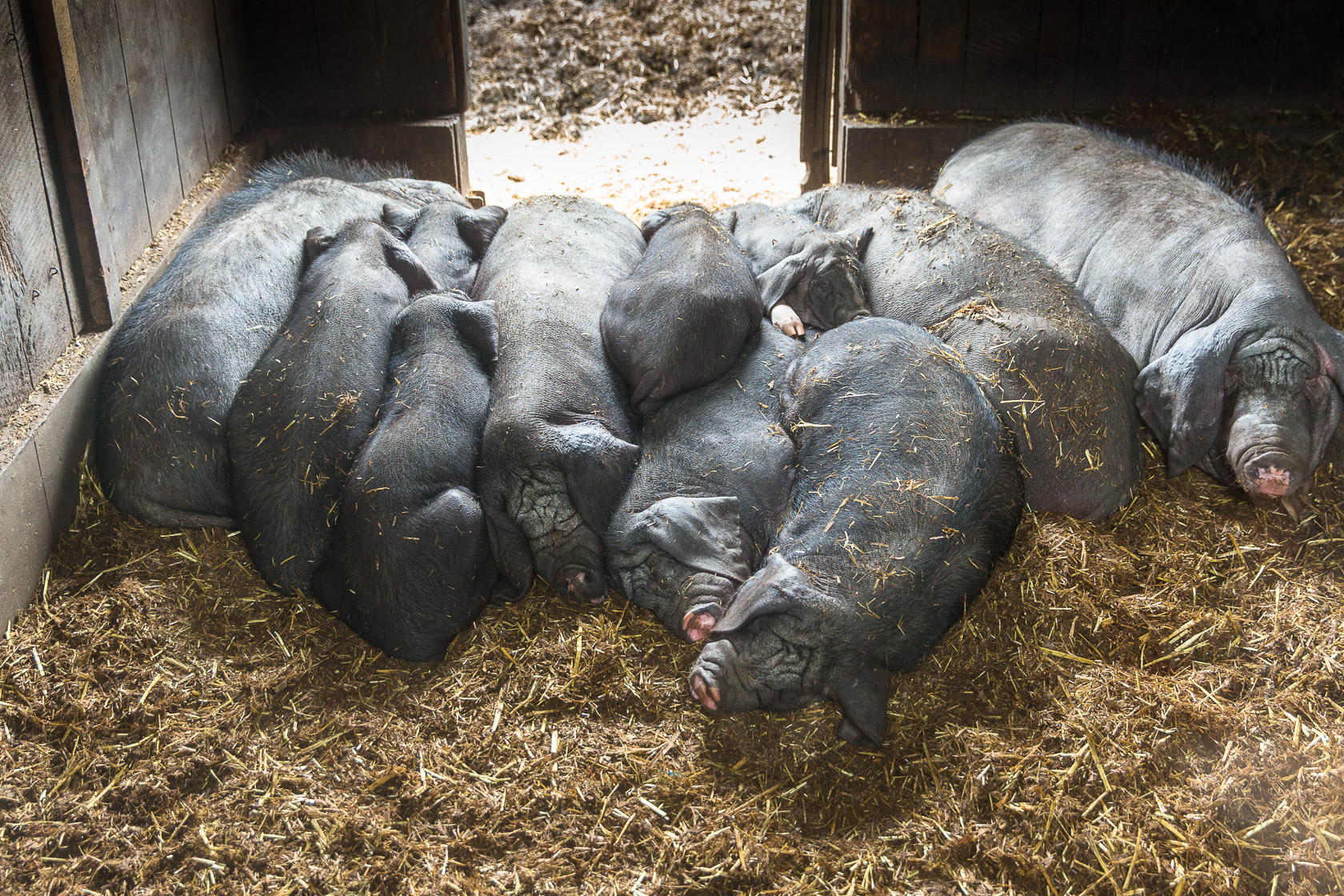
Meishan-Schwein

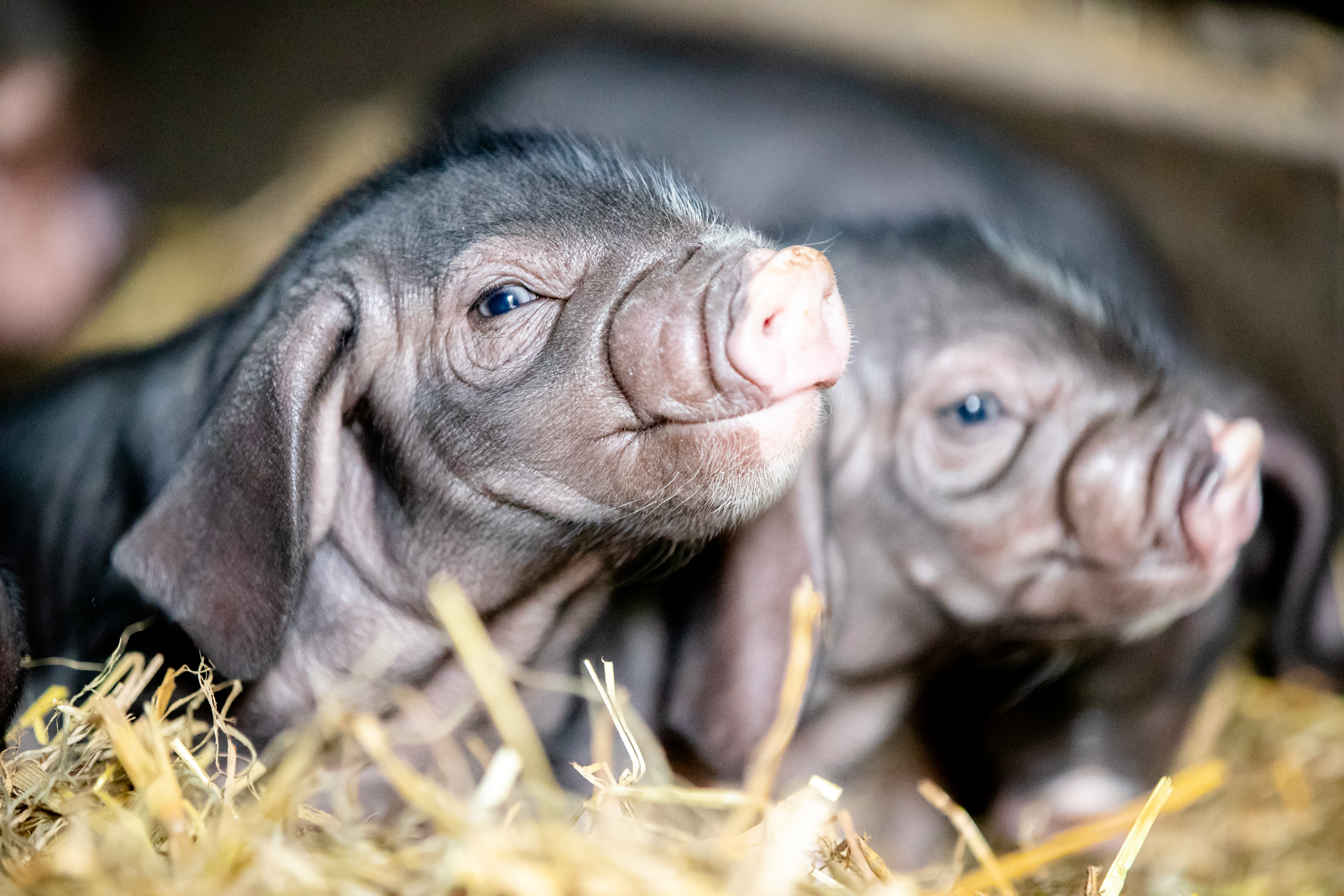
Ferkel eines Chinesischen Maskenschweins im Wildpark Lüneburger Heide

Das Meishan-Schwein (Sus scrofa f. domestica, auch: Chinesisches Maskenschwein) ist eine chinesische Schweinerasse aus der Region Sichuan, die sich durch einen fast haarlosen Körper und eine gestauchte Schnauze („Maske“) auszeichnet. Meishan-Schweine gelten als älteste heute noch erhaltene Schweinerasse der Welt.

## Eigenschaften
Aufgrund der gestauchten Schnauze und des faltigen Kopfes wird das Meishan-Schwein auf Deutsch Chinesisches Maskenschwein genannt. Sowohl Sauen als auch Eber haben am gesamten Körper nahezu keine Haare. Ausgewachsene Tiere erreichen eine Schulterhöhe von 60 bis 75 Zentimetern und ein Höchstgewicht von 140 bis 190 Kilogramm. Die sehr widerstandsfähigen Meishan-Schweine, die bereits rund 90 Tage nach der Geburt geschlechtsreif sind, können mehr als 30 Ferkel pro Jahr bekommen.

## Abstammung und Vorkommen in Europa
Meishan-Schweine stammen vermutlich direkt vom Bindenschwein (Sus scrofa vittatus), einer Unterart des Wildschweins, ab. Ihr Vorkommen ist in Europa trotz langer und durchaus erfolgreicher Zucht- und Mastergebnisse in China eher selten. Sie werden aufgrund ihrer Widerstandsfähigkeit und Parasitenresistenz gelegentlich für Kreuzungen mit heimischen Rassen verwendet, ein Ergebnis dieser Züchtungen ist das Schwäbisch-Hällische Landschwein.